# Riesigk

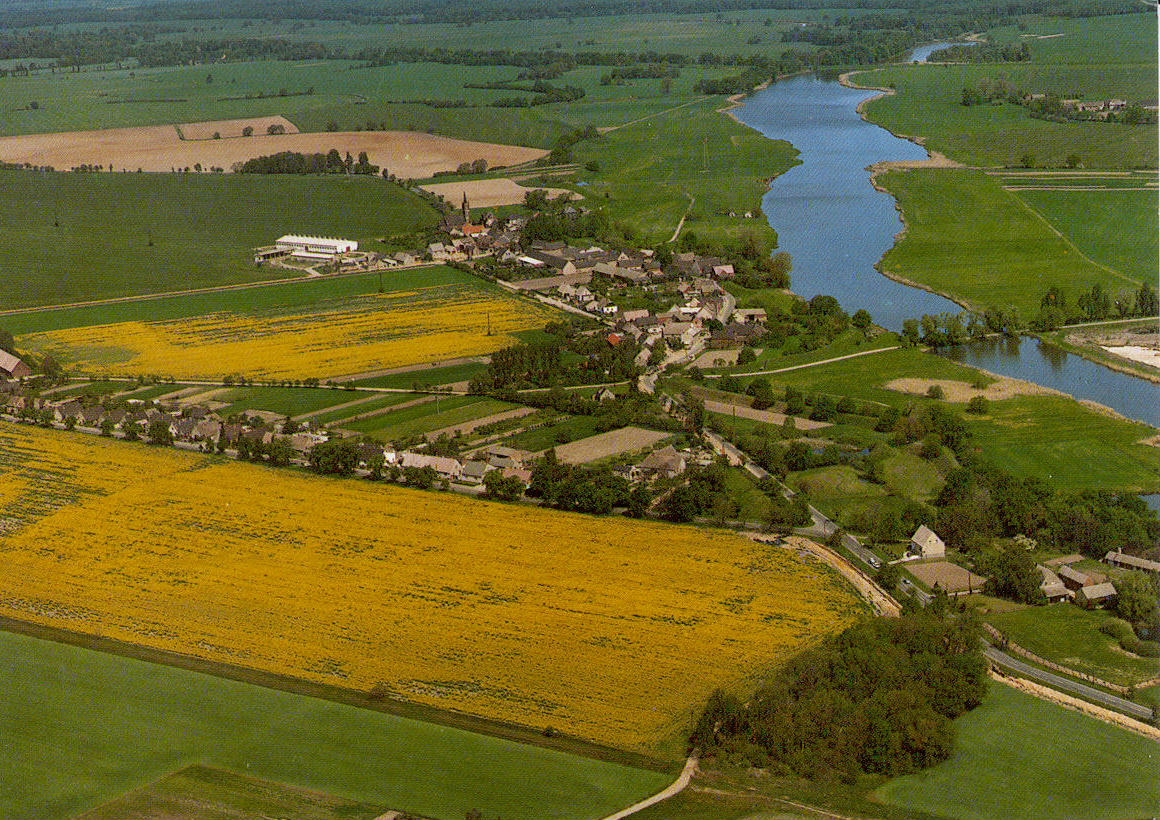
Riesigk

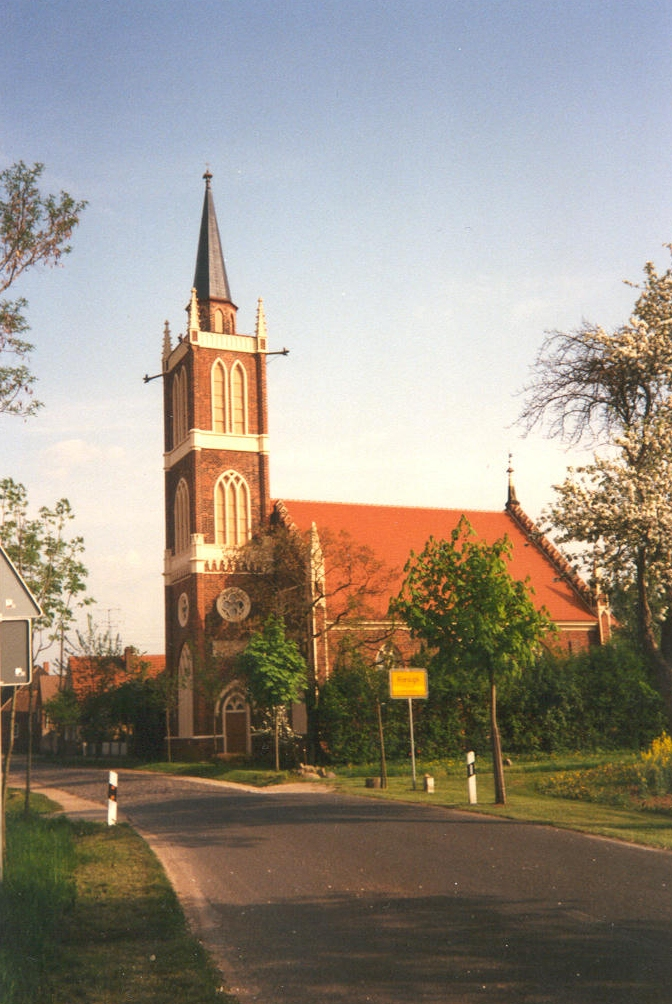
Riesigk-Kerk (1797-1800)

Riesigk is een plaats en voormalige gemeente in de Duitse deelstaat Saksen-Anhalt en maakt deel uit van de gemeente Oranienbaum-Wörlitz in de Landkreis Wittenberg. Riesigk telt 198 inwoners.

## Bezienswaardigheden
Het Wörlitzer Park in Wörlitz beslaat 3 kilometer en loopt vanaf Riesigk. Door UNESCO werd het park in 2000 tot Werelderfgoed verklaard.
De kerk van Riesigk is een van de belangrijkste bouwwerken uit de neogotiek.